# Махна (притока Красної)
Махна — річка в Україні у Обухівському районі Київської області. Права притока річки Красної (басейн Дніпра).

## Опис
Довжина річки приблизно 5,43 км, найкоротша відстань між витоком і гирлом — 5,06  км, коефіцієнт звивистості річки — 1,07 . Формується декількома струмками та загатами.

## Розташування
Бере початок у селі Долина. Тече переважно на північний схід і у селі Щербанівка впадає у річку Красну, праву притоку річки Дніпра.

## Цікаві факти
- На правому березі річки пролягає автошлях Т 1033 (автомобільний шлях територіального значення в Київській області. Проходить територією Білоцерківського та Обухівського районів. Загальна довжина — 53 км.) і розташований аеродром Долина[1].
- У XIX столітті на річці існувало багато вітряних млинів[3].